# Монграндо
Монгра̀ндо (на италиански: Mongrando; на пиемонтски: Mongrand, Монгранд) е малко градче и община в Северна Италия, провинция Биела, регион Пиемонт. Разположено е на 355 m надморска височина. Населението на общината е 4009 души (към 2010 г.).